# Jens Christian Djurhuus
Jens Christian Djurhuus o Sjóvarbóndin (Nes, 21 d'agost de 1773 - Kollafjørður, 21 de novembre de 1853) va ser un escriptor de les illes Fèroe. Va ser el primer poeta que va escriure en feroès. Va compondre diverses balades feroeses en estil tradicional sobre temes històrics. La més coneguda és l'Ormurin langi, que parla de la batalla de Svolder, coneguda sobretot per la Heimskringla de Snorri Sturluson. Djurhuus també va compondre poemes satírics contra el domini danès a les Illes Fèroe.

## Biografia
Djurhuus va ser el quart fill de Johan Christian Djurhuus (1741–1815) i Maria Rønning (1741–1807). Vivien a Nes, a l'illa d'Eysturoy, on el seu avi d'origen danès Christen Djurhuus (1708–1775) n'havia estat rector. La família de la seva mare provenia d'Aust-Agder, a Noruega, la qual, segons alguns informes, hauria estat descendent del comte Håkon Sigurdsson. El 1797 es va casar amb Jóhanna Maria Jensdóttir de Kollafjørður, filla del pagès Jens Didriksen (1710-1771) de Við Sjógv, a l'illa de Streymoy. Com que Jóhanna Maria era la seva única filla, era l'única hereva de la granja. La parella es va traslladar a aquesta finca el mateix any, i es va convertir en el centre cultural del poble.
Dos dels seus besnéts, Janus Djurhuus (1881-1948) i Hans Andrias Djurhuus (1883-1953) es troben entre els poetes més coneguts de les Illes Fèroe. També eren coneguts comunament com els germans Áarstova (Áarstovubrøðurnir) a causa de l'Áarstova, el nom de la casa de Tórshavn on van créixer.

## Obra
El romanticisme nacional europeu també va arribar a les Illes Fèroe a principis del segle xix, on hi havia interès per a recopilar antigues balades feroeses. El primer que va començar conscientment a escriure balades en feroès va ser Djurhuus, tot i que mai va veure-les impresos; això no va passar fins al 1891.
Les balades de Djurhuus són contes històrics i eren memoritzades pels feroesos. Una de les raons de escriure-les en feroès era per la tradició oral en aquesta llengua d'aquest tipus de poemes, cosa que encara ho és avui en dia. La primera gramàtica feroesa va ser publicada per primera vegada l'any 1854 per V.U. Hammershaimb (1819–1909). Malgrat la diferència d'edat entre Hammershaimb i Djurhuus, es van fer amics íntims, a partir del seu interès comú per les balades populars i la llengua feroesa. També és una de les raons per la qual la llengua de Djurhuus és tan propera a la llengua actual.
L'any 2002, el grup de metal feroès Týr va publicar el CD How Far to Asgaard, on totes les cançons són en anglès, excepte Ormurin langi, que la canten en feroès. La cançó va donar al poema de Djurhuus una nova popularitat.